# 40 дана и 40 ноћи
40 дана и 40 ноћи (енгл. 40 Days and 40 Nights) је романтична комедија из 2002. режисера Мајкла Лемана и сценаристе Роба Переза. Прича филма прати живот Мета Саливена (Џош Хартнет), који се суздржава од било каквих сексуалних односа током трајања ускршњег поста.

## Радња
Прича почиње катастрофалним раскидом последње везе Мета Саливана. Згодни и усамљени веб дизајнер Мет, открива да се лек за његов бол можда налази на неочекиваном месту - у посту. Момак који никада није успео ништа да заврши одлучује се на оно што ниједном мушкарцу није успело: 40 дана без секса.
У почетку, његов завет иде по плану; све се мења када сретне жену својих снова - Ерику. Сексепилна и занимљива Ерика учиниће да Мет полуди. И док већ падају опкладе да Мет неће постићи оно што је обећао, он покушава да издржи и уједно се нада да ће га Ерика разумети и сачекати 40 дана и 40 ноћи.
У Словенији је овај филм остварио својеврстан рекорд: по броју гледалаца и оствареном приходу у првој недељи приказивања достигао је "Спајдермена". По почетку приказивања, 30. маја, "40 дана и 40 ноћи" одмах је доспео на прво место по гледаности у Аустралији.

## Улоге
| Глумац        | Улога |
| ------------- | ----- |
| Џош Хартнет   | Мет   |
| Шенин Сосамон | Ерика |
| Емануел Вогир | Сузи  |